# Crorema
Crorema este un gen de molii din familia Lymantriinae.

## Specii
Unele specii din acest gen sunt:
- Crorema adspersa (Herrich-Schäffer, 1854)
- Crorema cartera 	Collenette, 1939
- Crorema collenettei 	Hering, 1932
- Crorema desperata 	Hering, 1929
- Crorema evanescens 	(Hampson, 1910)
- Crorema fulvinotata 	(Butler, 1893)
- Crorema fuscinotata 	(Hampson, 1910)
- Crorema jordani 	Collenette, 1936
- Crorema mentiens 	Walker, 1855
- Crorema moco 	(Collenette, 1936)
- Crorema nigropunctata 	Collenette, 1931
- Crorema ochracea 	(Snellen, 1872)
- Crorema quadristigata 	Talbot, 1929
- Crorema sandoa 	Collenette, 1936
- Crorema setinoides 	(Holland, 1893)
- Crorema staphylinochrous 	Hering, 1926
- Crorema submaculata 	Collenette, 1931
- Crorema sudanica 	Strand, 1915
- Crorema viettei 	Collenette, 1960